# Edwards Pierrepont
Edwards Pierrepont (ur. 4 marca 1817 w North Haven, zm. 6 marca 1892 w Nowym Jorku) – amerykański polityk.

## Życiorys
Urodził się 4 marca 1817 roku w North Haven. Ukończył studia na Uniwersytecie Yale oraz w New Haven Law School, został przyjęty do palestry i otworzył prywatną praktykę prawniczą w Columbus. W połowie lat 40. XIX wieku przeniósł się do Nowego Jorku, gdzie dekadę później pełnił funkcję sędziego sądu stanowego (Supreme Court of the State of New York). W 1862 został członkiem komisji wojskowej do spraw więźniów państwowych, pod nadzorem federalnych władz wojskowych. Pod koniec lat 60. pełnił funkcję prokuratora stanowego Nowego Jorku. W 1875 prezydent Ulysses Grant zaproponował mu objęcie stanowiska prokuratora generalnego. Rok później zrezygnował z funkcji w gabinecie i został posłem pełnomocnym w Wielkiej Brytanii. Na placówce dyplomatycznej przebywał do 1877. Zmarł 6 marca 1892 roku w Nowym Jorku.